# مرسل الكرة
مرسل الكرة هو اللاعب أو الجهاز الذي يقوم بتمرير الكرة إلى زميله أو في اتجاه معين خلال مجريات المباراة في الألعاب الرياضية الجماعية، مثل كرة القدم، كرة السلة، كرة اليد، وغيرها. ويُعتبر مرسل الكرة جزءًا أساسيًا من أسلوب اللعب والتكتيكات، حيث يساهم في تنظيم الهجمات والسيطرة على مجريات اللعب.
وظيفة مرسل الكرة ليست مجرد تمرير الكرة فقط، بل تشمل القدرة على قراءة مجريات المباراة، اختيار اللحظة المناسبة والهدف المناسب للتمرير، بالإضافة إلى التنفيذ الفني الدقيق الذي يضمن وصول الكرة بسلامة ودقة إلى الزميل المستلم. كما يحتاج مرسل الكرة إلى مهارات ذهنية عالية مثل سرعة اتخاذ القرار، والوعي المكاني، والقدرة على توقع تحركات الخصم والزملاء.

## تعريف مرسل الكرة
مرسل الكرة هو اللاعب المسؤول عن إيصال الكرة إلى زملائه في الفريق عبر تمريرات قصيرة أو طويلة، أرضية أو هوائية، بهدف تعزيز التنسيق بين اللاعبين وخلق فرص هجومية أو دفاعية. هذا الدور يتطلب مهارات تقنية عالية ورؤية جيدة للملعب.

## أهمية مرسل الكرة
- تنظيم اللعب:  يساعد مرسل الكرة في بناء الهجمات وتنظيم الانتقالات بين الدفاع والهجوم.
- خلق الفرص:  التمريرات الدقيقة تسمح بفتح مساحات في دفاع الخصم وتهيئة فرص التسجيل.
- السيطرة على الكرة:  من خلال التمرير المستمر، يحافظ الفريق على سيطرة الكرة ويمنع الخصم من الاستحواذ.
- تعزيز التناغم بين اللاعبين:  يعمل مرسل الكرة كحلقة وصل بين اللاعبين، مما يعزز التكامل داخل الفريق.

## فوائد مرسل الكرة
- تحسين الأداء الجماعي:  تمرير الكرة بدقة يعزز التعاون بين اللاعبين ويزيد من فرص الفوز.
- زيادة سرعة اللعب:  التمريرات السريعة تساعد في شن هجمات مباغتة تفاجئ الخصم.
- تقليل فقدان الكرة:  التمريرات المدروسة تقلل من فرص استحواذ الفريق الخصم على الكرة.

## مضار أو تحديات مرسل الكرة
- تمريرات خاطئة:  قد تؤدي إلى فقدان الكرة وإعطاء فرصة للهجوم للخصم.
- التنبؤ بالتمريرات:  الخصم قد يتوقع اتجاه التمرير ويعترض الكرة.
- ضغط الخصم:  الضغط العالي قد يصعب على مرسل الكرة اتخاذ القرار الصحيح.
- الإرهاق البدني والذهني:  يتطلب الدور تركيزًا دائمًا وحركة مستمرة مما قد يؤدي للإرهاق.

## أنواع التمرير
- التمرير القصير: تمرير الكرة لمسافات قريبة لتسهيل السيطرة والحفاظ على الكرة.
- التمرير الطويل: تمرير الكرة لمسافات أبعد لتغيير اتجاه اللعب أو خلق فرص هجومية.
- التمرير الأرضي: إرسال الكرة على الأرض لتجنب اعتراض الخصم.
- التمرير الهوائي: إرسال الكرة في الهواء لتجاوز لاعبي الخصم.

## مهارات مرسل الكرة
- الدقة: في اختيار الزميل المستلم للكرة.
- الرؤية: القدرة على قراءة حركة اللاعبين والملعب.
- التحكم بالكرة: لضمان تمرير سلس ودقيق.
- سرعة اتخاذ القرار: لاتخاذ أفضل خيار في وقت قصير.
- القدرة البدنية: للتحرك بسرعة وتجنب ضغط الخصم.

## أمثلة شهيرة
في كرة القدم، بعض اللاعبين المعروفين بتمريراتهم الدقيقة وأدوارهم كمرسلي كرة بارزين هم لاعبين مثل أندريس إنييستا، تشافي هيرنانديز، ولوكا مودريتش، الذين يتميزون بإيقاع اللعب والتمريرات الذكية التي تسيطر على مجريات المباريات. بالإضافة إليهم، هناك أيضًا:
- أندريس إنييستا: لاعب وسط إسباني مشهور بتمريراته الدقيقة وقدرته على كسر خطوط الدفاع بتمريرة واحدة.
- تشافي هيرنانديز: العقل المدبر في فريق برشلونة ومنتخب إسبانيا، معروف بسيطرته على الكرة وتمريراته المتقنة.
- لوكا مودريتش: لاعب خط وسط ريال مدريد، يتميز برؤيته العالية وتمريراته الذكية.
- ستيفن جيرارد: لاعب وسط ليفربول السابق، اشتهر بقدرته على التمرير الطويل والدقيق.
- يوهان كرويف: أحد أعظم اللاعبين في التاريخ، كان يتمتع بقدرة فريدة على التمرير وبناء الهجمات.

في كرة السلة، مرسلو الكرة هم عادة صناع اللعب (Point Guards) أو "حراس النقطة"، ومن أبرزهم:
- كريس بول: معروف برؤيته للملعب وتمريراته الحاسمة.
- جيسون كيد: صانع لعب مميز بتمريراته الذكية والفعالة.

وفي كرة اليد، يكون مرسل الكرة لاعبًا رئيسيًا في تنظيم الهجوم، حيث يعمل على تمرير الكرة بسرعة ودقة بين الزملاء لخلق ثغرات في دفاع الخصم وتهيئة فرص التسجيل.